# مارگریت دوال
مارگریت دوال (فرانسوی: Marguerite Deval‎; ۱۹ سپتامبر ۱۸۶۶ – ۱۸ دسامبر ۱۹۵۵) هنرپیشه و خواننده اهل فرانسه بود.
از فیلم‌ها یا برنامه‌های تلویزیونی که وی در آن نقش داشته‌است می‌توان به بانوی قاتل اشاره کرد.
وی همچنین برندهٔ جوایزی همچون لژیون دونور (شوالیه) شده‌است.